# Herta Reiter
Herta Reiter (* 28. April 1957) ist eine ehemalige österreichische Judoka. Sie war 1982 Europameisterin und 1983 Europameisterschaftsdritte.

## Sportliche Karriere
Herta Reiter trainierte beim UJZ Mühlviertel. Sie gewann ihren ersten österreichischen Meistertitel 1977 in der Gewichtsklasse bis 56 Kilogramm. Ab 1979 kämpfte sie im Halbmittelgewicht, der Gewichtsklasse bis 61 Kilogramm. Von 1979 bis 1982 und 1984 war sie in dieser Gewichtsklasse Meisterin. 1983 war sie Zweite hinter Andrea Peinbauer.
1980 war Herta Reiter jeweils Fünfte bei den Europameisterschaften in Udine und den Weltmeisterschaften in New York City. Bei den Europameisterschaften 1982 in Oslo gewann sie den Titel mit einem Finalsieg über die Niederländerin Chantal Han. Ende des Jahres schied sie bei den Weltmeisterschaften 1982 in Paris im Achtelfinale gegen die Schwedin Agneta Billby aus. Bei den Europameisterschaften 1983 in Genua unterlag Reiter im Halbfinale der Deutschen Gabriele Ritschel. Mit einem Sieg über Chantal Han erkämpfte die Österreicherin eine Bronzemedaille.
Nach ihrer aktiven Karriere war sie außerdem als Trainerin tätig.

## Privates
Reiters Bruder ist der Olympiadritte Josef Reiter.
Ihr Neffe Georg Reiter gewann 2012 das Weltcupturnier in Miami.